# Petrofani
Petrofani (gr. Πετροφάνι) – wieś w Republice Cypryjskiej, w dystrykcie Larnaka.